# ウィム・ベル
ウィム・ベル（Wim Boer、1922年-2000年）、もしくはウィム・ボーアは、20世紀オランダを代表する造園家。ランドスケープアーキテクト。
ガーデン都市バウテンフェルダート（Buitenveldert）の公園など、当時にあって近代的な造園デザインを展開したことでも知られる。

## 代表作

### ドールンの新墓地
ベルよって設計された画期的新総合計画の墓地。彼は森林地域に長方形の形を刻み、教会施設新館の機能主義の理念として解釈、墓の装飾は厳密に一様な墓石で制御され、墓植栽までなしにしている。 

### バウテンフェルダート公園
ガイスブレヒト・バン・アムステルパークは都市公園で、アムステルダムセ・ボスとAmstelscheg間の緑で結んでいる。バウテンフェルダート自体は郊外とみなされるが、CIAMの都市計画理念を忠実に反映しており、ガイスブレヒトパークはこの地区の緑の軸となっている。
1934年の有名な一般的な拡張計画に定められたガイドラインに従って1958年に、アムステルダム市都市開発部門が策定したバウテンフェルダートの建設の結果、緑の空間と接続する水の機能の豊富さと広々とした長方形の地区が生じ、同年に地区の中心部を東から西へと拡張するセントラルパークゾーンでガイスブレヒト・バン・アムステルパークの設計競技が催された。その結果ベルのデザインが実施として選ばれ、1968年に至るまで、公園の大部分がこの設計に応じてレイアウトされた。
隣接地区と同様に、公園はさらにバウテンフェルダートの街路パターンとでリンクし、その明快な直線的なレイアウトと機能主義デザイン哲学の特徴を示す。地区を経由してメイン南北交通の動脈は、個々の部屋のように連続に公園を分割。中心部に位置部屋の真ん中に待ち合わせ場所として設計されて正方形の島のようになっており、出会い島と呼ばれている。アルド・ファン・アイクによって設計された座席があったが破損し、復元されている。この公園設計におけるコンクリートとアスファルトの使用は、当時非常に革新的な試みであった。
現在、公園内のユーザビリティを高めるため、第一弾として歩道とサイクルロードのネットワークが改善されており、これらのパスに沿って植生は可視性と公共の安全を向上させるためにカットバックされて、可能な限り1958年にベルがデザインした当初計画の機能主義スタイルが尊重されている。
2008年には、公園の再開発の第一段階が完了したことをマークするために、バウテンフェルダートの新しい公共事業複合施設が東のブロックの一つにオープンした。建築家クラウス・エンカーンによるこのデザインは、2009年のゴールデンAAP建築賞を受賞している。
専門家の目線では、このモダニスト都市公園は、戦後のランドスケープアーキテクチュアの転換ポイントとみなされる。 しかし、公園はほとんど地元住民によって使用されるが、植物が繁茂し威嚇的であり、橋や水の機能も維持が不十分で植栽もとても大きくなり過ぎてはいる。
このため、地域住民への公園の魅力を高めるために、2007年に市議会が現在のフェーズで行われている再建計画を策定。計画では全体の統一性を維持しながら、別々の部屋の個々のアイデンティティが徐々に強化されている。